# Dark Water (2002)
Der Horrorfilm Dark Water (jap. 仄暗い水の底から, Honogurai mizu no soko kara) ist die Verfilmung der Titelgeschichte des gleichnamigen Buches von Kōji Suzuki. In dem Film geht es um eine alleinerziehende Mutter, die in ihrer neuen Wohnung einem dunklen Geheimnis auf die Spur kommt. Regie führte Hideo Nakata.

## Handlung
Die alleinerziehende Matsubara Yoshimi zieht nach der Scheidung von ihrem Mann mit ihrer Tochter Ikuko in eine Wohnung in einer Mietskaserne. Zunächst schenkt sie einem Wasserfleck an der Schlafzimmerdecke wenig Beachtung, zumal sie hofft, dass der Hausmeister Kamiya sich darum kümmert. Ihre Aufmerksamkeit gilt vorrangig dem Sorgerechtsstreit gegen ihren Ex-Mann sowie der Stellensuche. Doch bald schon tropft Wasser von der Decke und unheimliche Vorgänge häufen sich: Eine mysteriöse Kinderhandtasche taucht immer wieder auf dem Dach auf, von oben sind dauernd trampelnde Schritte zu hören und immer wieder sieht sie ein seltsames Mädchen in einem gelben Regenmantel. Erst nach und nach wird ihr klar, dass die Ereignisse mit der vor zwei Jahren verschwundenen Kawai Mitsuko zusammenhängen – und dass sich ihre Tochter in großer Gefahr befindet. Trotz dieses Wissens bleibt sie auf Rat ihres Anwaltes Kishida in der Wohnung. Doch die unheimlichen Vorkommnisse gehen weiter und schließlich erkennt sie, was passiert ist. Mitsuko ist während der letzten Reinigung des Wasserbehälters vor zwei Jahren dort hineingefallen, ihre Leiche wurde nie entdeckt und befindet sich immer noch dort. Doch auch ihr Geist ist noch im Gebäude – und will Yoshimi als Mutter. Um ihre Tochter vor der Eifersucht Mitsukos zu schützen, opfert sie sich und lebt von nun an selber als ruheloser Geist weiter. Ihre geliebte Tochter sieht sie jedoch nur einmal wieder, als diese Jahre später zufällig in die mittlerweile verlassene Mietskaserne gelangt.

## Kritiken
„Subtiler Horrorfilm aus der Feder des japanischen Kultautors Koji Suzuki, inszeniert von Hidoe [sic] Nakata, die beide mit ‚Ring‘ einen Welterfolg verbuchten. Zwar erreicht der Film nicht die Dichte dieses Films, aber die bedrohlich-düstere Atmosphäre, der dichte Klangteppich, kluge Zitate und das bedacht verschleppte Erzähltempo beschwören eine verstörende Stimmung, die an einen Klassiker wie Polanskis ‚Ekel‘ erinnert.“

## Neuverfilmung
2005 erschien die Neuverfilmung Dark Water – Dunkle Wasser. Die Hauptrolle spielte Jennifer Connelly, Regie führte Walter Salles.

## Hintergrund
Dieser Film hat in großem Maße Einfluss auf den amerikanischen Film Ring genommen. So hat Samara mehr Ähnlichkeit mit Mitsuko als mit ihrem eigentlichen Vorbild Sadako. Auch der starke Einsatz von Wasser sowie die Suche des untoten Mädchens nach einer Mutter aus The Ring 2 fanden ihren Ursprung in Dark Water.

## Auszeichnungen
- Silberner Rabe beim Brussels International Fantastic Film Festival 2002[3]
- Grand Price, International Critics Award und Youth Grand Jury Price beim Gérardmer Film Festival 2003[4][5]
- Special Mention beim Sitges Festival Internacional de Cinema de Catalunya 2002 (sowie die Nominierung für Bester Film)[6]